# إيرل د. جونسون
إيرل د. جونسون (بالإنجليزية: Earl D. Johnson)‏ هو سياسي أمريكي، ولد في 14 ديسمبر 1905 في هاملتن في الولايات المتحدة، وتوفي في 11 يناير 1990 في غرينيتش في الولايات المتحدة.